# Pihuamo
Pihuamo es una localidad mexicana, cabecera del municipio homónimo, situada en el sur del estado de Jalisco, dentro de la región Sur.

## Geografía
La localidad de Pihuamo se localiza en el norte del municipio homónimo, el cual se ubica en el sur de Jalisco. La localidad se ubica a una altura media de 738 m s. n. m.

### Clima
El clima en la localidad de Pihuamo es cálido subhúmedo con lluvias en verano. Tiene una temperatura media anual de 21.1 °C y una precipitación media anual de 1554.7.
| Parámetros climáticos promedio de Pihuamo, Jalisco | Parámetros climáticos promedio de Pihuamo, Jalisco | Parámetros climáticos promedio de Pihuamo, Jalisco | Parámetros climáticos promedio de Pihuamo, Jalisco | Parámetros climáticos promedio de Pihuamo, Jalisco | Parámetros climáticos promedio de Pihuamo, Jalisco | Parámetros climáticos promedio de Pihuamo, Jalisco | Parámetros climáticos promedio de Pihuamo, Jalisco | Parámetros climáticos promedio de Pihuamo, Jalisco | Parámetros climáticos promedio de Pihuamo, Jalisco | Parámetros climáticos promedio de Pihuamo, Jalisco | Parámetros climáticos promedio de Pihuamo, Jalisco | Parámetros climáticos promedio de Pihuamo, Jalisco | Parámetros climáticos promedio de Pihuamo, Jalisco |
| Mes                                                | Ene.                                               | Feb.                                               | Mar.                                               | Abr.                                               | May.                                               | Jun.                                               | Jul.                                               | Ago.                                               | Sep.                                               | Oct.                                               | Nov.                                               | Dic.                                               | Anual                                              |
| -------------------------------------------------- | -------------------------------------------------- | -------------------------------------------------- | -------------------------------------------------- | -------------------------------------------------- | -------------------------------------------------- | -------------------------------------------------- | -------------------------------------------------- | -------------------------------------------------- | -------------------------------------------------- | -------------------------------------------------- | -------------------------------------------------- | -------------------------------------------------- | -------------------------------------------------- |
| Temp. máx. abs. (°C)                               | 36.0                                               | 34.0                                               | 35.5                                               | 39.0                                               | 38.0                                               | 37.5                                               | 33.5                                               | 34.0                                               | 34.5                                               | 33.0                                               | 33.0                                               | 32.5                                               | 39.0                                               |
| Temp. máx. media (°C)                              | 26.6                                               | 27.2                                               | 28.8                                               | 30.5                                               | 31.1                                               | 29.6                                               | 27.1                                               | 27.2                                               | 26.7                                               | 27.3                                               | 27.3                                               | 27.1                                               | 28.0                                               |
| Temp. media (°C)                                   | 18.5                                               | 18.6                                               | 19.6                                               | 21.6                                               | 22.8                                               | 23.4                                               | 22.2                                               | 22.1                                               | 21.8                                               | 22.0                                               | 20.9                                               | 19.5                                               | 21.1                                               |
| Temp. mín. media (°C)                              | 10.4                                               | 10.1                                               | 10.4                                               | 12.6                                               | 14.6                                               | 17.3                                               | 17.3                                               | 17.0                                               | 16.9                                               | 16.7                                               | 14.6                                               | 12.0                                               | 14.2                                               |
| Temp. mín. abs. (°C)                               | -7.0                                               | -8.5                                               | -7.0                                               | 1.0                                                | 3.0                                                | 10.0                                               | 9.0                                                | 7.0                                                | 6.0                                                | 12.0                                               | 6.0                                                | 7.0                                                | -8.5                                               |
| Precipitación total (mm)                           | 32.5                                               | 7.4                                                | 5.5                                                | 1.2                                                | 24.2                                               | 244.0                                              | 344.3                                              | 359.9                                              | 330.8                                              | 147.3                                              | 45.5                                               | 12.1                                               | 1554.7                                             |
| Días de precipitaciones (≥ 1 mm)                   | 1.8                                                | 0.7                                                | 0.3                                                | 0.1                                                | 1.8                                                | 13.2                                               | 20.6                                               | 21.8                                               | 20.5                                               | 10.9                                               | 2.5                                                | 1.3                                                | 95.5                                               |
| Fuente: Servicio Meteorológico Nacional            |                                                    |                                                    |                                                    |                                                    |                                                    |                                                    |                                                    |                                                    |                                                    |                                                    |                                                    |                                                    |                                                    |

## Demografía
De acuerdo con el Censo de Población y Vivienda realizado en marzo de 2020 por el Instituto Nacional de Estadística y Geografía (INEGI), en Pihuamo había un total de 6668 habitantes, 3376 mujeres y 3292 hombres. El número total de viviendas habitadas en la localidad era de 2075.

### Evolución demográfica
| Gráfica de evolución demográfica de Pihuamo entre 1900 y 2020 |
|                                                               |
| Fuente: Instituto Nacional de Estadística y Geografía         |